# Nektanebos bedrägeri
Nektanebos bedrägeri är motivet i en mycket spridd folksaga eller novell, som var vanligt förekommande i Orienten från äldsta tider och har vunnit stor utbredning även i europeisk litteratur.
Enligt den grekiska Alexanderromanen säger sagan att Alexander den store skulle vara son till Nektanebos II, Egyptens siste infödde härskare, som i guden Amons gestalt skulle haft sexuellt umgänge med Alexanders mor Olympias. Grundtemat är att en människa utger sig för att vara ett överjordiskt väsen och i denna egenskap umgås med mänskliga kvinnor. Detta motiv har varit starkt spritt i Orienten och spelat en viktig både religionshistorisk och litteraturhistorisk roll. 
Motivet förekommer i de österländska Messiasberättelserna, liksom i den grekiska, hellenistiska, senlatinska och medeltida berättelselitteraturen (Giovanni Boccaccio och Mordini) ända fram till moderna noveller och berättelser (La Fontaine, Voltaire, Wieland, Den flygande kofferten av H.C. Andersen och så vidare).
Även i indisk litteratur ("Brihatkatha" och "Kathasaritsagara") har motivet använts.